# Petra de Còlquida
Petra fou una fortalesa romana d'Orient a la Còlquida. Es pensa que Petra correspon a la medieval Tsikhisdziri. Del segle VI al II aC hi va haver un establiment grec. Més tard fou un establiment militar romà. Al segle vi fou fortificat pels romans d'Orient i segurament fou llavors quan va rebre el nom de Petra, si bé tenia un nom propi que de moment no se sap. La tradició diu que fou Pere, un esclau persa, el que va construir Petra en temps de Justinià; Joan Tzibos es va aprofitar de l'extrema pobresa dels habitants per crear un monopoli romà i es va convertir en un intermediari per a tot el comerç d'exportació i importació. Cosroes I va aconseguir capturar Petra (541). El zel missioner dels sacerdots de Zoroastre aviat va causar descontentament entre els habitants cristians de la Còlquida, i el rei Gobazes, intuint que Cosroes pretenia persianitzar el districte, va apel·lar als romans d'Orient, amb el resultat que l'any 549 un tal Dagisthaeus (Dagisteu) va ser enviat amb 7.000 soldats i 1.000 auxiliars de la Tzanètia (Zani, Sanni). La guerra làzica va durar fins al 556 amb més o menys èxit. Petra va ser recapturada el 551 i Archaeopolis (Arqueòpolis) també va passar a mans dels romans contra els perses manats pel general Mermeroes. Gobazes va ser assassinat el 552, però el general persa Nachoragan va ser derrotat a Fasis l'any 553. Per la pau entre l'Imperi Romà i Pèrsia, la zona es va deixar en possessió romana (561), però durant els següents 150 anys els romans d'Orient van exercir poca autoritat al país fora de les fortaleses com Petra. El 697 es parla d'una revolta contra els romans dirigida pel patrici Sergi, que es va aliar amb els àrabs. Justinià II en el seu segon període de govern va enviar a Lleó (després emperador Lleó l'Isàuric), per induir els alans a atacar els abasgues (llatí abasges o abasgi). Els alans van envair la Làzica, i, probablement el 712, un exèrcit romà d'Orient i armeni van assetjar Archaeopolis. A l'arribada d'una força de sarraïns es van retirar, però un destacament els va tallar la retirada; finalment Lleó va poder fugir i arribar a la costa.